# Escucha, Teruel
Escucha là một đô thị trong tỉnh Teruel, Aragon, Tây Ban Nha. Theo điều tra dân số 2005 (INE), đô thị này có dân số là 1.097 người.